# Peter J. Miller
Peter James Miller (* 1936) ist ein britischer Ichthyologe und Hochschullehrer.

## Leben
1958 erlangte Miller den Bachelor of Science mit Auszeichnung an der University of Liverpool. 1963 wurde er mit der Dissertation Studies on the Biology and  Taxonomy of British Gobiid Fishes an derselben Universität zum Ph.D. promoviert. 
Von 1961 bis 1964 war Miller zoologischer Assistent und von 1964 bis 1966 war er Lecturer an der University of Glasgow. Von 1966 bis 1980 war er Lecturer in Zoologie, von 1980 bis 1998 war er Reader und seit 1998 ist er Professor für Biowissenschaften an der University of Bristol.
Miller ist ein Experte für die Familie der Grundeln (Gobiidae). Er beschrieb mehrere neue Arten, darunter Knipowitschia mrakovcici, Pomatoschistus montenegrensis, Didogobius bentuvii sowie Egglestonichthys patriciae und er hatte eine wissenschaftliche Interaktion über Grundeln mit dem damaligen japanischen Kronprinzen Akihito, der selbst mehrere wissenschaftliche Artikel über diese Fischfamilie veröffentlichte.
1973 schrieb Miller das Kapitel über die Grundeln im Werk Check-list of the fishes of the north-eastern Atlantic and of the Mediterranean von Jean-Claude Hureau und Théodore Monod. 1979 erschien sein Buch Fish Phenology, 1996 veröffentlichte er das Werk Miniature Vertebrates: The Implications of Small Body Size (Symposia of the Zoological Society of London) und 1997 gab er das Buch Collins Pocket Guide – Fish of Britain and Europe heraus, das von Mick Loates illustriert wurde. 2004 erschien das Werk The Freshwater Fishes of Europe: Gobiidae 2.